# Asociación Internacional de Bármanes
La Asociación Internacional de Bármanes (IBA, por las siglas en inglés), fundada el 24 de febrero de 1951 en el salón del Grand Hotel en Torquay (Inglaterra), es una organización internacional establecida para representar los mejores bármanes del mundo.
La IBA organiza anualmente el Concurso Mundial de Coctelería (WCC) y la World Flairtending Competition (WFC). Además presenta una lista de los cócteles oficiales. Estos eventos tienen lugar en lugares diferentes. El 6 y el 7 de octubre de 2006, tuvieron lugar la 32.ª WCC y la 7.ª WFC respectivamente en el Meliton Porto Carras Hotel, Halkidiki, Grecia.
Los Cócteles IBA se miden en centilitros (cL) en lugar de los mililitros (mL), medida usada normalmente.